# تيست درايف: فيراري ريسنغ ليغندز
تيست درايف: فيراري ريسنغ ليغندز (بالإنجليزية: Test Drive: Ferrari Racing Legends)‏ ، هي لعبة فيديو من نوع سباق السيارات، صدرت في تاريخ 3 يوليو عام 2012م، وهذه اللعبة تتعلق بسيارات فيراري ، وهي لعبة إلكترونية تلقت الترخيص من شركة فيراري لإنتاج السيارات في أوروبا.

## وصلة خارجية
- تقرير اللعبة باللغة الإيطالية